# Guntis Osis
Guntis Osis (Talsi, 30 ottobre 1962) è un ex bobbista sovietico.

## Biografia
Ai XV Giochi olimpici invernali (edizione disputatasi nel 1988 a Calgary, Canada) vinse la medaglia di bronzo nel Bob a quattro con i connazionali Juris Tone, Jānis Ķipurs e Vladimir Kozlov, partecipando per la nazionale sovietica, venendo superate da quella svizzera e dalla tedesca.
Il tempo totalizzato fu di 3:48.26 con un distacco di minimo rispetto alle altre classificate: 3:47.58 e 3:47.51 i loro tempi.
Nel 1989 ad Osis venne comminata una squalifica di due anni per doping e si ritirò dalle competizioni.